# أونا ماكلين
أونا ماكلين (بالإنجليزية: Una McLean)‏ هي ممثلة بريطانية، ولدت في 1 مايو 1930 في Strathaven ‏ في المملكة المتحدة.

## وصلات خارجية
- أونا ماكلين على موقع IMDb (الإنجليزية)